# Ligny-Thilloy
Ligny-Thilloy is een gemeente in het Franse departement Pas-de-Calais (regio Hauts-de-France). De gemeente telt 512 inwoners (1999) en maakt deel uit van het arrondissement Arras.

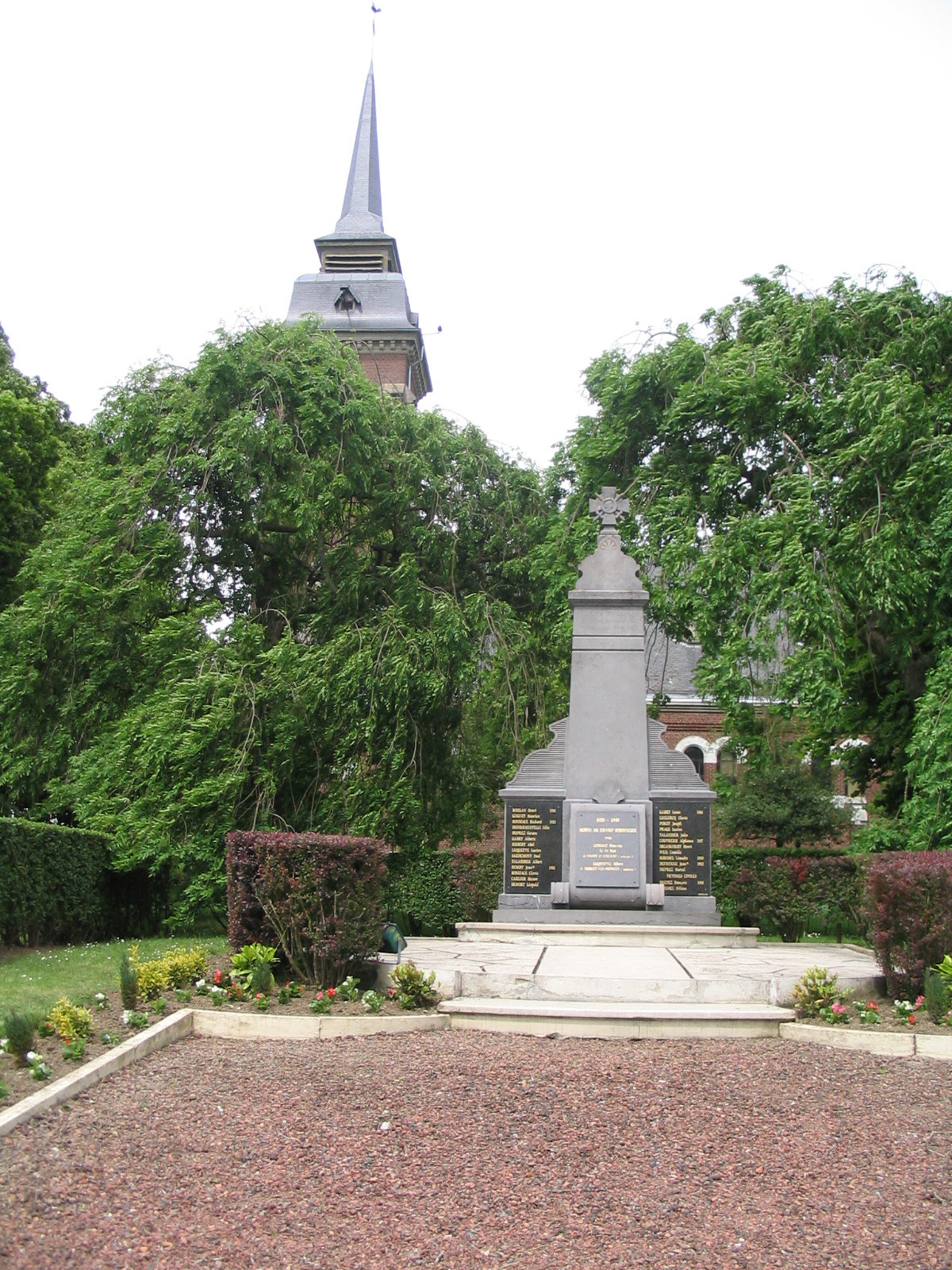
Monument aux morts en Église Saint-Quentin

## Geschiedenis
Oude vermeldingen van Ligny gaan terug tot de 7de eeuw. Vermeldingen van Thilloy gaan terug tot de 12de eeuw. De kerk van Ligny had Le Barque en Thilloy als afhankelijkheden.
Op het eind van het ancien régime werden de gemeenten gecreëerd. Thilloy werd een gemeente en Ligny en Le Barque vormden de gemeente Ligny-le-Barque. In 1820 werden Ligny-le-Barque en Thilloy al opgeheven en samengevoegd in de gemeente Ligny-Thilloy.

## Geografie
De oppervlakte van Ligny-Thilloy bedraagt 10,4 km², de bevolkingsdichtheid is 49,2 inwoners per km². Centraal in de gemeente ligt Ligny, vergroeid met het gehucht Le Barque. In het noordoosten, een halve kilometer van Ligny, ligt Thilloy.
De onderstaande kaart toont de ligging van Ligny-Thilloy met de belangrijkste infrastructuur en aangrenzende gemeenten.

## Bezienswaardigheden
- De Église Saint-Quentin
- Beaulencourt British Cemetery, een Britse militaire begraafplaats uit de Eerste Wereldoorlog

## Demografie
Onderstaande figuur toont het verloop van het inwonertal (bron: INSEE-tellingen).

## Verkeer en vervoer
Door het noorden van de gemeente loopt de weg van Bapaume naar Albert.